# A-3000
La carretera CO-414 es una carretera que une la carretera  A-421  con el municipio de Montoro. Mide 20,97 km.

## Historia
La Carretera CO-414 comunicaba el pueblo de Adamuz con el de Montoro, perteneciente a la red de carreteras de la Junta de Andalucía. En el 2004 la Junta de Andalucía le cambia la matrícula a A-3000, incluyéndola en el catálogo de carreteras de la Junta de Andalucía, dentro de la red Complementaria de la Junta de Andalucía. En 2006 se construye la presa del Arenoso y la carretera se corta entre el Kilómetro 10 y el Kilómetro 13. En 2009 la Junta de Andalucía abandona el tramo entre el Kilómetro 10 y el Kilómetro 20,97 y en 2013 abandona toda la carretera eliminando la matrícula A-3000 y poniendo la de CO-414 , en 2022 la Junta de Andalucía se vuelve a hacer cargo de la carretera pero con la matrícula CO-414 en lugar de la de A-3000.